# Everyday at the Bus Stop
«Everyday at the Bus Stop» es el primer sencillo de la cantante japonesa Tomoko Kawase como su alter ego Tommy February6.
El tema musical alcanzó el puesto n.º 12 en Oricon, permaneciendo en las listas durante 12 semanas, y fue utilizado como tema de apertura del programa COUNT DOWN TV de la TBS en agosto de 2001.

## Lista de canciones
1. EVERYDAY AT THE BUS STOP
2. WALK AWAY FROM YOU MY BABE
3. SINCE YESTERDAY
4. EVERYDAY AT THE BUS STOP (Captain Funk "Daydream" Edition)

## DVD
1. EVERYDAY AT THE BUS STOP (Director's Cut / On Air Version A / On Air Version B)
2. EVERYDAY AT THE BUS STOP (Choreographic Version)
3. EVERYDAY AT THE BUS STOP (Karaoke Version)
4. EVERYDAY AT THE BUS STOP (TV Spot)
5. Making of EVERYDAY AT THE BUS STOP